# Афера по-голливудски
«Афера по-голливудски» (англ. The Comeback Trail) — криминальная комедия от режиссёра Джорджа Галло, главную роль в которой исполнил Роберт Де Ниро. В основном актёрском составе также задействованы Томми Ли Джонс, Морган Фримен, Эмиль Хирш и Зак Брафф.
Ремейк одноимённой картины Гарри Гурвица 1982 года.
Премьера в США была намечена на 13 ноября 2020 года и позднее перенесена на 2022 год. В российский прокат фильм вышел 19 ноября.

## Сюжет
Действие картины происходит в 1974 году. Макс Барбер (Роберт Де Ниро) — типичный голливудский продюсер, а значит, тот еще аферист. И вот он, наконец, доигрался: крупно задолжал боссу мафии (Морган Фримен), и теперь спасти его могут только деньги, которые можно получить по страховке в случае смерти звезды фильма (Томми Ли Джонс). Остается лишь добавить побольше сцен с опасными взрывами и головокружительными трюками. Вот только в жизни всё вечно норовит пойти не по сценарию, и убить главного героя не так-то просто. Зато кино получается невероятно зрелищным…

## В ролях
- Роберт Де Ниро — Макс Барбер, дядя Уолтера, продюсер
- Томми Ли Джонс — Дюк Монтана
- Морган Фримен — Реджи Фонтейн
- Эмиль Хирш — Джеймс Мур
- Зак Брафф — доктор Уолтер Крисон
- Эдди Гриффин — Девин Уилтон
- Кейт Кэцмен — Меган Алберт
- Блерим Дестани — Борис
- Добромир Машуков — боксёр
- Патрик Малдун — Фрэнк Пирс, кинозвезда

## Производство
Проект был анонсирован в мае 2019 года. Сразу же стало известно, что в фильме сыграют Роберт Де Ниро, Томми Ли Джонс и Морган Фримен, а режиссером и сценаристом комедии выступит Джордж Галло. Позже, в том же месяце было объявлено о присоединении к актерскому составу Зака Браффа и Эдди Гриффина. В июне к актёрскому составу также присоединился Эмиль Хирш.
Съёмки фильма проходили в июне-июле 2019 года в Альбукерке (Нью-Мексико, США), в Цинциннати (Огайо, США), а также на киностудии компании Universal Pictures в Калифорнии.

## Маркетинг
Официальный оригинальный трейлер фильма был опубликован в сети 4 сентября 2020 года. Его локализованная версия появилась в интернете 19 октября.